# 환곡
환곡(還穀)은 조선 시대에 있었던 구휼(救恤) 제도 가운데 하나로서, 흉년 또는 춘궁기에 곡식을 빌려 주고 풍년·추수기에 되받는 진휼제도이다. 환자(還子) 또는 환상(還上)이라고도 불렀고, 환곡에 관한 일을 환정(還政)이라고 불렀다.

## 유래와 연혁
환곡과 비슷한 진휼(賑恤) 제도는 《삼국사기》에 따르면 고구려 시대인 194년(고국천왕 16년) 진대법이 시행되었는데, 음력 3월에 곡식을 대여하고 음력 10월에 환납하였다고 한다.
고려는 태조 때에 흑창(黑倉)을 두어 빈민을 구제하였고, 986년(성종 5)에 이를 의창(義倉)으로 개칭, 각 주·부에 설치하였으며, 993년(성종 12)에는 상평창을 양경(兩京)·12목(牧)에 두어 진휼사업을 확장하였다. 그러나 고려는 이 제도를 긴급 조치로 설정한 데 불과하며 항구적인 제도로 고정시키지 않았다.
조선에 들어와서는 간헐적으로 시행되다가 어느 정도의 정비를 보게 되었다. 인조 때(1626년)에 이르러 상설제도로 정착하였다. 이 제도를 상설 시행한 이유는 임진왜란과 그에 뒤 이은 호란으로 말미암아 국가 재정이 황폐해지고 농촌의 삶이 곤궁해졌기 때문이다. 이 제도는 일제 강점기인 1917년까지 이어졌다.

## 운용
원래 환곡의 기능은 흉년에 대비하는 비황(備荒)과 궁민의 구제를 위한 대여, 물가의 조절, 정부보유양곡의 교환 및 각 관청의 재원(財源) 확보 등이었다. 고려의 의창(義倉)은 관곡(官穀)을 주로 사용하였으나 이것만으로는 구호의 기능을 발휘할 수 없어 1023년(현종 14)에는 일반 백성에게서 양곡을 충당하였다.
1392년(태조 1) 조선의 의창 설치 당시에는 이자 없이 대여하였으나, 1417년(태종 17)에는 그 총량이 4백 15만 5천 4백 1섬 2말에 이르렀으나, 점차 대여의 수수료·보유 양곡의 자연적 소모량 등 손실을 보충하기 위하여 연 1~2할의 이식을 징수하게 되었다. 그러나 백성의 낭비와 관리의 소홀로 점점 재고량이 줄어 국고(國庫)의 고갈을 초래하여 세종 때에는 그 대책을 마련하기 위하여 승려로부터 정전(丁錢)을 징수하거나 절의 토지를 몰수, 또는 향리(鄕吏)의 위전(位田)을 폐지하고 어염세(魚鹽稅)를 양곡으로 징수하였다.
세종 30년 의창 보조하는 기구로 관이 아닌 민간이 운영하는 사창(社倉)을 대구지역에서 시범실시하였고, 1451년(문종 1) 각 촌락에 사창(社倉)을 독립적인 구호기관으로 삼아 경상도 지방부터 실시하였다. 그 이식은 1섬(15말)에 3말이었는데 이와 균형을 유지하기 위하여 의창의 이식을 10말에 2되로 고정하였다.
1458년(세조 4)에는 흉년에 대비하여 상평창을 설치하였으나 고려 때와 마찬가지로 상설기관이 아니었다. 세조 때 의창의 미곡은 결국 고갈되었으며, 성종 때 사창도 폐지된다. 중종 때 진휼청을 설치해 1525년(중종 20)에는 일체의 구호사무를 통일하고 의창을 폐지하였다. 1626년(인조 4)에 상평창이 진휼청에 통합되어 평시에는 상평창으로 물가조절을, 흉년에는 진휼청으로 기민구제를 담당하였다. 이처럼 고려에서 조선전기까지 환곡사무는 의창과 사창에서 상평창과 진휼청으로 그 담당기관이 변화되었고, 이를 보유양곡과 군량미의 융통으로 운영하였다. 그러나 이식을 적게 받았기에 원곡이 곧잘 바닥나 원활히 실시되지 못했다.
조선중기 이후 임진왜란과 병자호란으로 국력이 소모되고 세제(稅制)가 문란해 국고 수입은 감소했으며, 군비의 확충 또한 시급한 문제가 되었다. 그러자 환곡은 이곡(利穀)의 방법으로 곡식을 확보, 그 이곡으로 국비(國費)를 충당하는 수단으로 변질되었다. 즉, 후기에는 구호기관에서 대여기관의 성격을 띠게 되어 각 관청·군영은 자기가 보유한 곡식을 대여, 그 이식으로 경비를 조달함이 주업무가 되자, 환곡은 구제의 방편이 아니라 과세(課稅) · 이식을 위한 수단으로 악용되었다. 백성에게 필요 여하를 불구하고 대부를 강제하였으며, 그 이식도 높아 원망을 샀다. 특히 상평창을 운영하는 관리들이 아전(衙前)이나 지방의 부호(富豪)들과 결탁하여 사리사욕을 취하거나 고리대로 변질되어 그 폐단이 극심하였다.
조선후기 탐관오리의 횡포가 심하여 삼정의 문란 중 가장 폐단이 심한 부분이 환곡제도였으며, 각처에는 민란이 일어나 사회적 혼란은 걷잡을 수 없게 되었다. 이리하여 1867년(고종 4) 흥선대원군은 환곡의 폐정을 시정, 대여 양곡의 회수 규칙을 엄하게 하여 이식은 1할로 고정했고, 사창(社倉)을 다시 두었다.
1895년(고종 32) 이를 사환미(社還米)로 개칭, 조례(條例)를 발표하여 자치적 색채를 명백히 하고 이식을 종전보다 섬당 5되씩을 감하여 환곡 제도의 완벽을 꾀했으나 도식(盜食)·유용(流用)·횡령이 계속되어 1909년(융희 3) 내부(內部)·탁지(度支)의 양부대신은 훈령을 내려 규칙의 엄수를 명하였다. 그러나 한일합방 후 자본주의적 정치 기구와 화폐 경제의 침투로 이미 환곡 제도는 무력화하여 1917년 사환미 조례를 폐지하고, 사환미를 각 부락의 기본 재산으로 전환시켰다.

## 환곡의 문란

### 장리쌀
처음에는 곤궁한 농민을 구제하려고 시행된 무이식 제도였으나, 그 뒤 상평창에서 담당하면서, 원곡에 모곡이라는 이자를 받게 되었다. 환곡을 되받을 때 붙이는 모곡은, 처음에는 봄부터 가을까지 6개월 동안에 2할(20%, 연리 40%)였고, 조선 후기에는 6개월에 1할(연리 20%)였다. 이러한 모곡은 원곡의 소모분을 감안하여 책정되었고, 오늘날에 비해 다소 고리였으나 가혹한 정도는 아니었다.
그러나 관리가 부패함에 따라 가난한 농민은 춘궁기에 환곡을 얻기가 어려워졌고, 그에 따라 환곡의 이자가 높아져 갔다. 결국 봄에 꾸어 가을에 갚되 빌린 곡식의 절반 이상을 이자로 물게 되었다. 이와 같이 6개월 이율이 5할(50%)를 넘기는 때에 장리라 불렀으며, 주로 쌀이 대상이었기 때문에 장리쌀이라는 말도 쓰였다.

### 번작
번작(反作)은 조선 후기의 환곡 출납 관계에 대한 허위 보고서이다. 환곡은 원래 빈민구제를 목적으로 실시된 대여곡 제도였으나 철종 때 세정(稅政)이 극도로 문란하게 되어 환곡은 고리대의 성격을 띠게 되었다. 겨울철 회수기와 봄의 반배기(頒配期)에 각 지방의 수령은 이서(吏胥)들과 결탁하여, 대여곡을 회수 또는 반배한 것처럼 허위 문서를 작성하고 그 양곡에 대하여 쌀 1섬마다 동전 1냥씩 징수하여 착복한 것이다.

### 관련 지문
2008년 수능 문제이다.
처음에는 굶주린 사람 중 나이가 많거나 병이 들어 관아에서 환곡을 직접 받을 수 없는 경우에는 곡식을 가져다주기도 하였다. 그런데 근래에는 시골 백성이 받아 가는 것을 본 일이 없다. 한 톨의 곡식도 받아 온 일이 없는데도 겨울이 되면 집마다 곡식 5~7석을 관아에 바치고 있으니, 그러고도 환곡이라고 하는 것이 부끄럽지 않은가.

## 같이 보기
- 사창
- 삼정의 문란

## 참고 자료
- 신복룡 (2001년 12월 20일). 〈환곡과 장리쌀〉. 《한국사 새로 보기》 초 2쇄판. 서울: 도서출판 풀빛. 138~144쪽쪽. ISBN 89-7474-870-3.